# Zuffa
Zuffa, LLC é uma companhia de esportes dos Estados Unidos especializada em artes marciais mistas. Foi proprietária da maior organização de MMA do mundo, o Ultimate Fighting Championship, tendo Dana White, um de seus sócios sendo o mesmo presidente do UFC (com cerca de 9% das ações).
Foi fundada em janeiro de 2001 em Las Vegas, Nevada pelos executivos Frank Fertitta III e Lorenzo Fertitta da Station Casinos depois da aquisição da Semaphore Entertainment Group.
A Zuffa é creditada mundialmente por popularizar as MMA com um público limitado e competições regionais para uma empresa de milhões de dólares, contando com milhões de telespectadores e eventos internacionalmente populares.
Além do UFC, outras propriedades da Zuffa incluem: a World Fighting Alliance (promoção menor que foi adquirido para alguns contratos de lutadores), o Pride Fighting Championships (comprado em 2007 e extinto no mesmo ano), World Extreme Cagefighting (comprado em 2006 e servindo como evento separado para categorias de pesos mais leves até 2010) e Strikeforce (comprado em 2011 e serviu como um evento separado até 2013). No caso do Pride, apesar de ter prometido, Zuffa não foi capaz de manter o evento já que não conseguir firmar um contrato de transmissão no Japão devido as ligações da marca do Pride e a Yakuza. Os seus melhores lutadores foram movidos ao UFC.
Em julho de 2016 foi anunciada a venda do UFC para o grupo WME-IMG por US$ 4 bilhões, valor 2000 vezes maior do que o grupo pagou quando comprou o UFC em 2001 por US$ 2 milhões.